# إم إس كوين آن

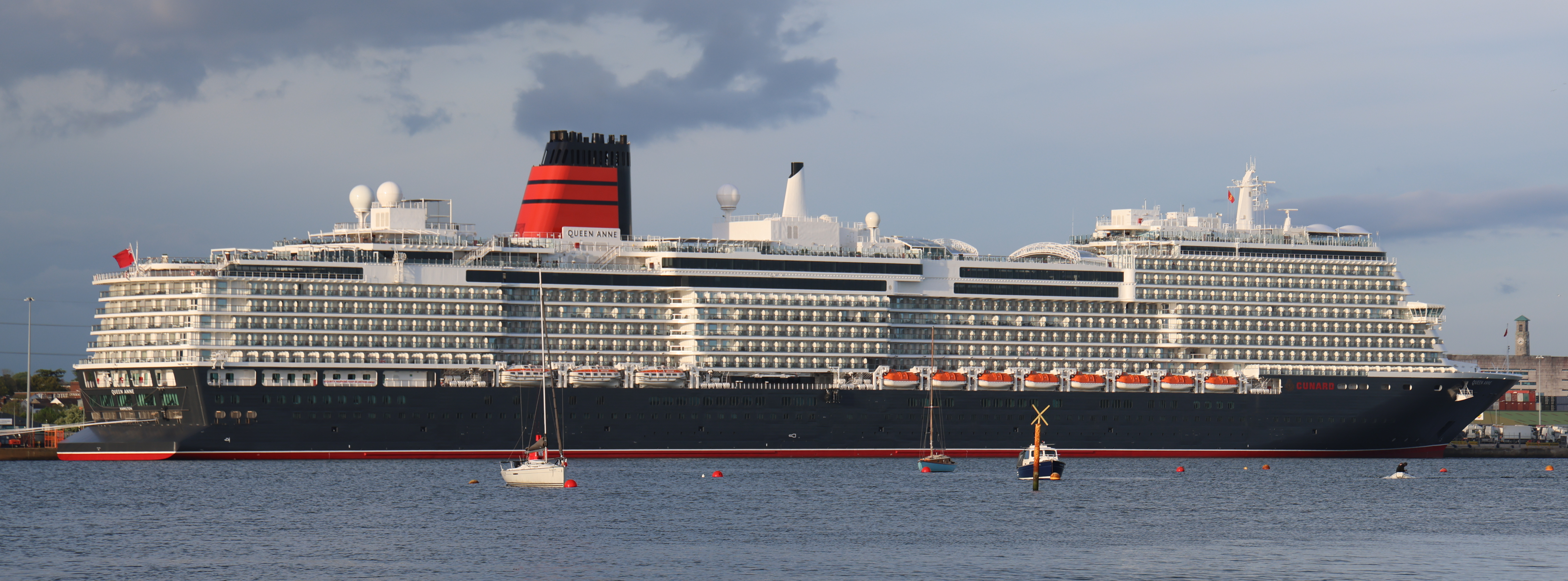
سفينة كوين آن في ساوثهامبتون عام 2024

إم إس كوين آن (بالإنجليزية: MS Queen Anne) هي سفينةً سياحية بريطانيةً من فئة "بيناكل" تديرها شركة كونارد لاين. سميت السفينة تيمناً بـآن، ملكة بريطانيا العظمى، التي حكمت من عام 1702 إلى 1714. تعتبر السفينة حالياً ثاني أكبر سفينة في أسطول كونارد، بعد سفينة آر إم إس كوين ماري 2. أبحرت كوين آن في رحلتها الأولى من مينائها الأم ساوثهامبتون بتاريخ 3 مايو 2024، وزارت خلالها ميناءي لا كورونيا ولشبونة. وتتسع السفينة لما يصل إلى 2,996 راكباً.

## نبذة
في عام 2017، أعلنت شركة كونارد عن الرغبة في بناء رابع سفينة في أسطولها الحالي والسفينة رقم 249 في تاريخها. كان من المتوقع أن تحمل السفينة ما يصل إلى 3 آلاف راكب. على أن يجري تسليم السفينة في عام 2022، ولكن تم تأجيل الرحلة الافتتاحية لاحقًا إلى يناير 2024، ثم تأجلت مرة أخرى إلى مايو 2024.
بدأت فينكانتييري قطع الفولاذ في حوض بناء السفن في اسطابة في 11 أكتوبر 2019. تم نقل الجزء الأمامي من الهيكل إلى مارغيرا في أغسطس 2022 لإكمال البناء. وفي 3 مايو 2023، تم تعويم السفينة المكتملة هيكليًا من حوض البناء الجاف لأول مرة. في فبراير 2022 أعلنت كونارد أن اسم السفينة سيكون الملكة آن. تتضمن السفينة ستة أجنحة كبرى، والتي سميت على أسماء الممرات المائية الشهيرة لكونارد بما في ذلك: نهر ميرزي، نهر كلايد، نهر هدسون، مضيق سولنت، ميناء بوسطن، وميناء هاليفاكس.
بدأت الرحلة الافتتاحية للسفينة، وهي رحلة مدتها 7 ليالٍ إلى لشبونة، في 3 مايو 2024 من ساوثهامبتون.